# Steve Wiebe

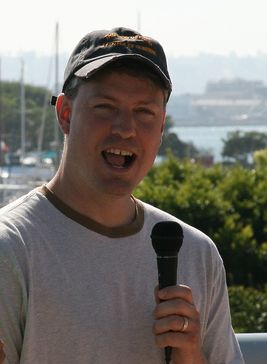
Steve Wiebe bei der San Diego ComicCon 2007.

Steven J. „Steve“ Wiebe (* 3. Januar 1969 in Seattle, Washington) ist ein US-amerikanischer E-Sportler und zweifacher Weltrekordhalter des Videospiels Donkey Kong. Sein bisher bester Highscore liegt bei 1.064.500 Punkten und war der Weltrekord vom 20. September 2010 bis 10. Januar 2011. Wiebe war der erste Spieler, der über eine Million Punkte erreichte mit einem Score von 1.006.600 Punkten am 4. Juli 2004. Er war einer der beiden Hauptpersonen der Dokumentation The King of Kong: A Fistful of Quarters aus dem Jahr 2007.
Wiebe wohnt in Redmond, Washington zusammen mit seiner Ehefrau Nicole, Tochter Jillian und Sohn Derek. Er ist derzeit als Lehrer für Mathematik an der High School von Redmond tätig. Wiebe hat sich schon seit seiner frühesten Kindheit für Musik interessiert.

## Medienauftritte
Wiebe wurde bei The Late Late Show with Craig Ferguson über die Dokumentation The King of Kong: A Fistful of Quarters interviewt und trat bei Attack of the Show! von G4 auf. Außerdem synchronisierte er seine eigene Zeichentrickfigur in Code Monkeys in der Episode „The Great Recession“. Des Weiteren hatte er im Film Mein Schatz, unsere Familie und ich einen Gastauftritt als „Jim“. Der Film wurde von dem Regisseur Seth Gordon gedreht, der auch bei The King of Kong: A Fistful of Quarters Regie führte. 2011 hatte Wiebe einen Cameo-Auftritt in Gordons Film Kill the Boss als Sicherheitschef Thomas. 2015 hatte er eine Nebenrolle als DARPA-Wissenschaftler in der Science-Fiction-Filmkomödie Pixels von Adam Sandler.
Topps brachte im Jahr 2009 Sammelkarten von Wiebe und seinem Donkey-Kong-Rivalen Billy Mitchell heraus.
In der ersten Episode der von Amazon Video produzierten Serie Sneaky Pete hatte er einen Gastauftritt als „Stephen Davidson“.

## Chronik seines Highscores bei Donkey Kong

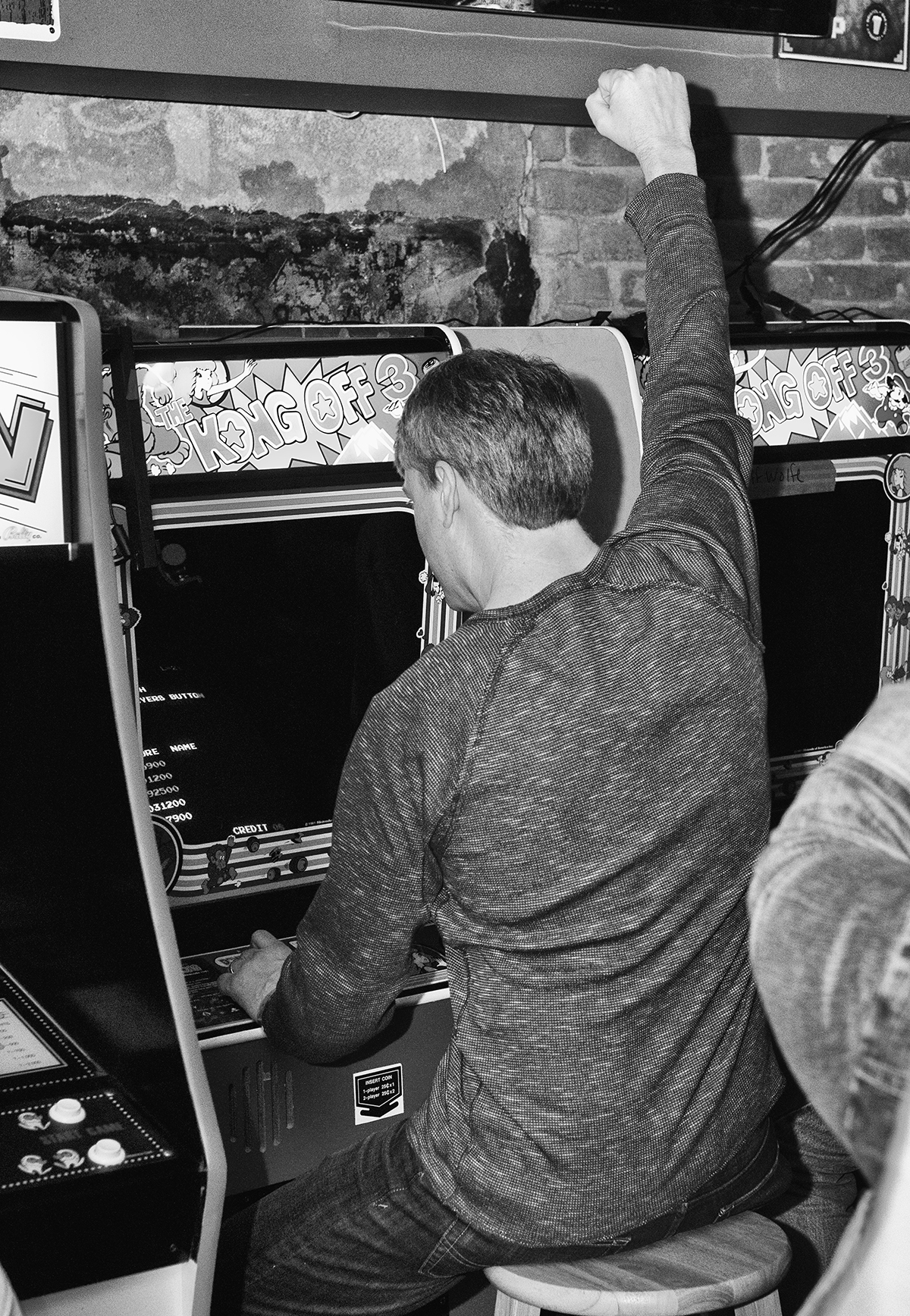
Steve Wiebe am Donkey-Kong-Arcade-Automaten.

- Am 19. August 2007 erreichte Wiebe einen Highscore von 695.500 Punkten im Alamo Drafthouse in Austin, Texas. Walter Day, der Gründer von Twin Galaxies, war der offizielle Referee.
- Am 6. März 2008 spielte Wiebe vor 1900 Partygästen im Venetian Casino in Las Vegas, Nevada während der MIX08 Veranstaltung von Microsoft. Dort erreichte Wiebe 2 Scores: zuerst 929.800 Punkte und er erreichte den „Kill Screen“ und im zweiten Versuch schaffte er 579.300 Punkte. Laut Twin Galaxies war dies erst das sechste Mal, dass ein Spieler in einem öffentlichen Spiel den „Kill Screen“ erreicht. Er und Billy Mitchell schafften das beide 3 mal. Walter Day, der verantwortliche Referee, merkte an: „Die größte Herausforderung für Wiebe war die laute Musik, die chaotische Umgebung und die späte Uhrzeit.“
- Am 17. Juli 2008 machte Wiebe bei der Twiistup-4-Veranstaltung in Santa Monica, Kalifornien seinen dritten Versuch, den Weltrekord in einem öffentlichen Spiel zu brechen. Jedoch erreichte er in seinen beiden Versuchen nur 340.500 und 466.100 Punkte.
- Im Oktober 2008 erreichte er bei der E for All Expo vor einem großen Publikum 1.000.200 Punkte. Dies war erst das dritte Mal, dass in einem öffentlichen Spiel über 1 Million Punkte erzielt wurden.
- Am 24. April 2009 wurde Wiebe Rekordhalter bei Donkey Kong Jr. mit einem Highscore von 1.139.800 Punkten, womit er die 1,033,000 Punkte des vorherigen Rekordhalters Icarus Hall übertraf. Sein Rekord wurde später von Mark L. Kiehl mit 1.147.800 eingestellt.
- Am 2. Juni 2009 hatte Wiebe bei der Electronic Entertainment Expo 4 Versuche am Donkey Kong Arcade-Automaten. In seinem ersten Versuch schaffte er 923.400 Punkte und im zweiten Versuch 653.700 Punkte. Der dritte Versuch wurde durch einen Stromausfall abgebrochen. Wiebe machte danach noch einen vierten Versuch, in welchem er 989.400 Punkte und den „Kill Screen“ erreichte. Diese Versuche wurden live von G4TV ausgestrahlt.[5]
- Am 17. Februar 2010 gewann Wiebe den Weltrekord von Donkey Kong Jr. mit einem Highsore von 1.190.400 Punkten zurück. Walter Day war erneut verantwortlich als Schiedsrichter. Am 19. April 2010 holte sich Mark Kiehl den Weltrekord mit 1.253.000 Punkten zurück. Derzeit hat Wiebe Platz 5 in der Highscore-Liste von Donkey Kong Jr. inne.
- Am 20. September 2010 wurde Wiebe erneut „Donkey Kong Champion“, nachdem Twin Galaxies seine Video-Aufnahme vom 30. August 2010 mit einem Highscore von 1.064.500 Punkten als Weltrekord anerkannt hatte.
- Am 10. Januar 2011 verlor Wiebe den Titel, nachdem der Chirurg Hank Chien einen Weltrekord mit 1.068.000 Punkten aufstellte. Dieser Versuch dauerte 2 Stunden und 45 Minuten.
- Robbie Lakeman hat seit dem 23. März 2018 den höchsten Highscore und Weltrekord von Donkey Kong mit 1.247.700 Punkten inne. Wiebe ist laut Twin Galaxies derzeit mit 1.064.500 Punkten Platz 12 in der Highscore-Liste von Donkey Kong.
- Am 12. April 2018 wurde Wiebe aufgrund der Sperrung von Billy Mitchell durch Twin Galaxies nachträglich zum ersten Spieler, der 1.000.000 Punkte in Donkey Kong erreichte.[6]

## Privatleben
Wiebe ist in Seattle, Washington, geboren. Er hat einen Bruder (Ryan) und eine Schwester (Cathy). Wiebe besuchte die Newport High School in Bellevue, Washington und war dort in der Basketball- und Baseballmannschaft. Er spielte auch Schlagzeug in der Schulband. Wiebe erreichte im Jahr 1991 seinen Abschluss als Bachelor of Science in Maschinenbau an der University of Washington. Von 1996 bis 1999 arbeitete er bei Boeing als Ingenieur. Des Weiteren war er von 1999 bis 2001 bei dem Unternehmen Bsquare in Bellevue als Software-Tester und Ingenieur tätig. Wiebe machte 2004 seinen Abschluss als Lehrer (Master of Education) an der City University of Seattle.
Im Dezember 2009 veröffentlichte er ein Christliche-Popmusik-Album namens The King of Song.